# Nevado de Colima
Nevado de Colimaⓘ – wygasły stratowulkan w Kordylierze Wulkanicznej, w zachodnim Meksyku. Ma wysokość 4265 m n.p.m. Nie odnotowano żadnych erupcji, ale wiadomo, że miały miejsce w epoce plejstocenu i holocenu.